# Basse Santa Su
Basse Santa Su – miasto we wschodniej Gambii, na południowym brzegu rzeki Gambii, stolica dywizji Upper River, ważny ośrodek handlowy regionu. Basse Santa Su jest najdalej na wschód wysuniętym miastem Gambii. W maju 2008 roku w mieście tym temperatura osiągnęła w cieniu 45,5 °C, co jest rekordową temperaturą odnotowaną w Gambii.